# Werneria preussi
Werneria preussi là một loài cóc thuộc họ Bufonidae.
Loài này có ở Cameroon và Togo.
Môi trường sống tự nhiên của chúng là vùng núi ẩm nhiệt đới hoặc cận nhiệt đới, sông ngòi, và rừng thoái hóa nghiêm trọng.
Chúng hiện đang bị đe dọa vì mất nơi sống.